# Donja Visočka
Donja Visočka es un pueblo del municipio de Slunj, situado en el condado de Karlovac, Croacia. Según el censo de 2021, tiene una población de 4 habitantes.

## Demografía
| Gráfica de población de Donja Visočka 1857-2011                       |
|                                                                       |
| Según los censos de población de la Oficina de Estadísticas de Croata |